# شطيرة الجبن والمخلل
شطيرة الجبن والمخلل (تعرف أحيانا باسم شطيرة الجبن والصلصة) أو (شطيرة الحرّاث - لتشابهها مع مكونات غذاء الحراثين) هي نوع شهير من الشطائر الإنجليزية. تتكون قطعتي خبز بينهما جبن (تحديداً جبنة تشيدر) ومخلل برانستون (صلصة حلوة تحوي الخل) ومنها العلامة التجارية برانستون. يمكن دهن الجزء الداخلي من الخبز بزبدة أو مايونيز ويمكن وضع بعض مكونات السلطة أيضاً كالخس والجرجير.